# Berry-au-Bac
Berry-au-Bac är en kommun i departementet Aisne i regionen Hauts-de-France i norra Frankrike. Den ligger i arrondissementet Laon och hör till kantonen Neufchâtel-sur-Aisne. Den har 528 invånare och ligger vid floden Aisne 18 kilometer nordväst om Reims.
I Berry-au-Bac finns lämningar från yngre stenålder (4500-4000 f.Kr.).
Staden var en viktig knutpunkt 1814 då Napoleon I med lätthet tvingade en grupp kosacker som försvarade en bro på flykten.
Vid Berry-au-Bac utspelade sig också avgörande händelser under första världskriget från september 1914, särskilt runt en höjd nära staden, särskilt i oktober 1914 och under 5:e franska armén försök under Louis Franchet d’Espérey att återvinna terräng från 7:e tyska armén under Josias von Heeringen.
Franska armén håller ett anfall med stridsvagnar den 16 april 1917 vid Berry-au-Bac som startpunkten för det franska pansarvapnet. I kommunen finns ett speciellt minnesmärke över detta.
Strider utkämpades här även under andra världskriget, och en stor krigskyrkogård i staden rymmer många anonyma gravar från båda krigen.

## Demografi
Antalet invånare i kommunen Berry-au-Bac
| Referens: INSEE |

## Angränsande städer
- Landouzy-la-Cour
- Gouise
- Guny
- Chassemy
- Barrême
- Saint-Pont
- Nouvion-le-Comte
- Varambon
- Pasly
- Saint-Germain-des-Fossés
- Gernicourt
- Montcornet
- Longpont
- Courçais
- Jaulgonne
- Fresnoy-le-Grand
- Malzy
- Barberier
- Rozet-Saint-Albin
- Saint-Étienne-sur-Chalaronne